# Agni I
Agni I est un missile balistique à courte portée (700 kilomètres) développé par l'Inde qui a été testé pour la première fois en 1994 et est déployé depuis 2007. C'est la première version opérationnelle de la famille de missiles Agni. Il emporte une ogive nucléaire de 40 kilotonnes d'équivalent TNT.

## Contexte
Le développement de la famille de missiles balistiques sol-sol indien Agni remonte à 1982 lorsque le gouvernement indien d'Indira Gandhi, favorable aux armes nucléaires, confie au DRDO (agence chargée du développement des matériels militaires indiens) la mission de développer le programme IGMDP (Integrated Guided Missile Program) dont l'objectif est de mettre au point les systèmes de missiles modernes nationaux (missiles antichars, antiaériens et missiles sol-sol tactiques et stratégiques). Pour les missiles balistiques conçus pour emporter une ogive nucléaire, les responsables du programme choisissent de développer en parallèle les missiles Prithvi à ergols liquides pour la courte  portée  et les missiles Agni à propergol solide pour les portées plus lointaines. Le développement des missiles Agni s'appuie largement sur les technologies mises au point pour le lanceur civil à propergol solide SLV qui effectue son premier vol réussi en 1980. Le missile Agni I à courte portée est la première réalisation dont le premier tir a lieu en 1994.

## Caractéristiques techniques
L'Agni I est un missile balistique à courte portée mono-étage à propergol solide dérivé du missile Agni II par suppression du deuxième étage de ce dernier. Le missile est long de 14 mètres pour un diamètre de 1 mètre. Sa masse au lancement est de 12 tonnes. L'étage est dérivé du premier étage du prototype Agni-TD lui-même dérivé du premier lanceur civil indien SLV. 

## Utilisation
L'Agni I est conçu pour être tiré d'une plateforme mobile routière ou ferroviaire. Une vingtaine de missiles sont déployés en Inde occidentale pour faire face éventuellement à une menace militaire au Pakistan. Le missile peut emporter une charge utile allant jusqu'à 2 tonnes. Il est armé avec une ogive nucléaire de 40 kilotonnes d'équivalent TNT. 